# جوزف آلبرت سالیوان
جوزف آلبرت سالیوان (انگلیسی: Joseph Albert Sullivan؛ ۸ ژانویه ۱۹۰۱ – ۳۰ سپتامبر ۱۹۸۸) بازیکن هاکی روی یخ و سیاست‌مدار اهل کانادا بود.